# Clementinus Schmitz

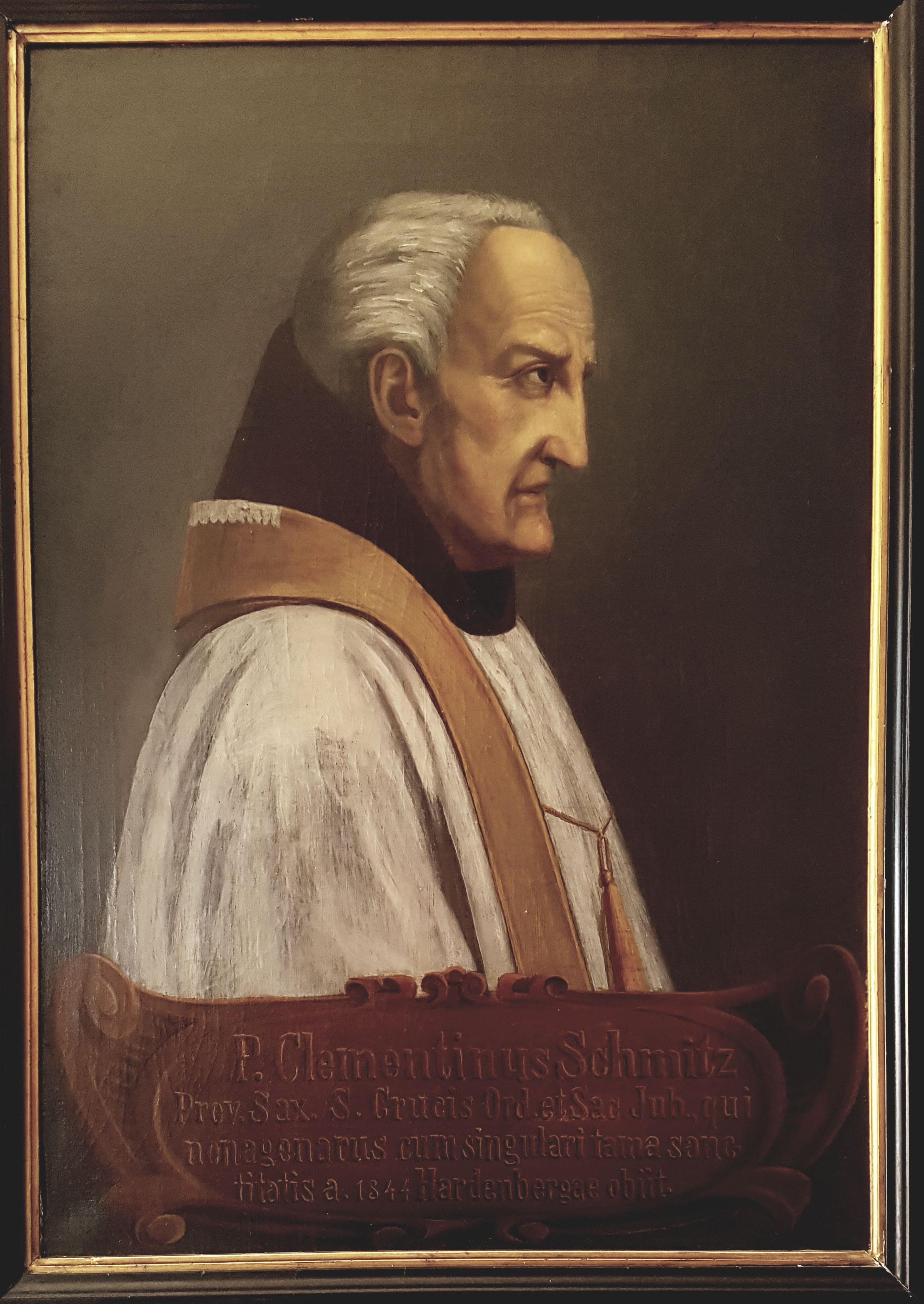
Pater Clementinus Schmitz OFM, Franziskanerkloster Neviges. Die lateinische Inschrift sagt: „Clementinus Schmitz, Pater der Ordensprovinz Saxonia vom heiligen Kreuz und Jubilarpriester, der 90-jährig im einzigartigen Ruf der Heiligkeit 1844 in Hardenberg starb“.

Clementinus Schmitz OFM (* 24. Februar 1755 in Densborn als Johannes Schmitz; † 1. Oktober 1844 in Neviges) war ein deutscher Franziskaner, der als Wunderheiler verehrt wurde und in das Sagengut des Bergischen Landes Eingang fand.

## Leben

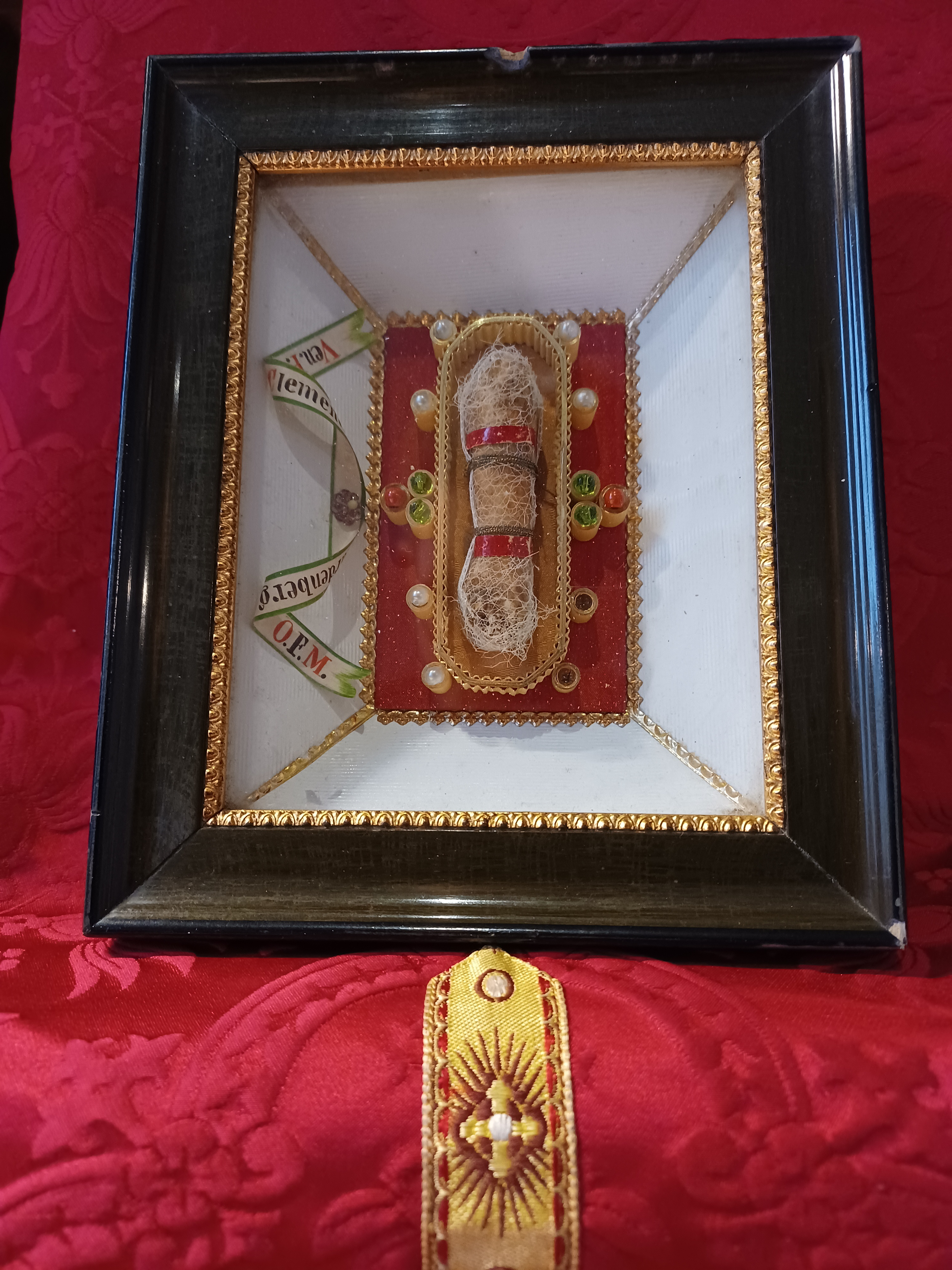
Reliquie von P. Clementinus Schmitz (2023)

Johannes Schmitz wurde im Eifeldorf Densborn am Ufer der Kyll als zweites von drei Kindern der Ackerbauernfamilie Ernst Schmitz und Maria geb. Krämer geboren. Die Familie wurde meist mit dem Hausnamen Diegen benannt. Sein früher Wunsch zum Priestertum wurde vom Ortspfarrer unterstützt, der ihn in Latein unterrichtete. Zunächst arbeitete er nach dem Besuch der Elementarschule (bis etwa 1769) in der elterlichen Landwirtschaft und ab 1776 auf Wunsch der Eltern als Maler und Anstreicher in Waxweiler und Solingen. Erst ab 1777 konnte er das Gymnasium der Jesuiten in Emmerich besuchen. Im benachbarten Elten lernte er die Franziskaner kennen. Nach dem Abitur trat er am 4. Oktober 1782 ins Noviziat der Sächsischen Franziskanerprovinz (Saxonia) in Neviges ein und erhielt den Ordensnamen Clementinus (nach einem in Trier verehrten legendarischen Märtyrer). Er studierte im Franziskanerkloster Rietberg sowie in Münster und Paderborn. Am 20. September 1787 wurde er in Paderborn zum Priester geweiht und in das Kloster Wipperfürth versetzt, wo er bis 1809 wirkte und sich als Beichtvater,  in der Krankenseelsorge wie in der Sterbebegleitung den Ruf eines charismatischen Seelsorgers erwarb. Als er in der Zeit der Klosterauflösungen infolge der Säkularisation von Wipperfürth ins Kloster Neviges versetzt werden sollte, um dort die Marienwallfahrt zu betreuen, gab es in Wipperfürth zunächst Proteste in der Bevölkerung, weil man den beliebten Seelsorger nicht verlieren wollte; nach einem längeren Tauziehen ging er 1809 mit Genehmigung des bergischen Innenministers nach Neviges.
In den 35 Jahren, die er in Neviges wirkte – zunächst als Aushilfspriester (Stationarius) in den umliegenden Pfarreien, ab 1820 als erster Kaplan der Pfarrgemeinde und als Vikar des Klosters – erwarb er sich zunehmend den Ruf eines Heiligen, der durch Armut, Keuschheit und Gehorsam, durch Nachtwachen ebenso wie durch konsequente Hinwendung zu den Armen das Ideal des Ordensgründers Franz von Assisi vorlebte; er sparte sich die Nahrung für die Armen vom Munde ab. Durch Kreuzzeichen, Gebet und Salbung mit heiligem Öl soll er Kranke geheilt haben, und nach dem Glauben von Zeitgenossen soll er bei außergewöhnlichen Erkrankungen (Geistesgestörtheit, Epilepsie, Veitstanz) auch als Teufelsaustreiber erfolgreich gewesen sein. Clementinus Schmitz wandte dabei gelegentlich ohne bischöfliche Erlaubnis den Exorzismus an und wurde deshalb 1836 vom Kölner Erzbischof Clemens August Droste zu Vischering gerügt, nachdem diesen das Oberpräsidium der Rheinprovinz aufgefordert hatte, die „abergläubischen Gaukeleien“ vor großem Publikum zu unterbinden.
Als er erkrankte und nur noch im Beichtstuhl und bei Krankenbesuchen seelsorglich wirken konnte, bat er um Versetzung in den Ruhestand, doch blieb er im Amt, weil die Regierung keinen neuen Kaplan genehmigte. Als er 1836 sein Goldenes Priesterjubiläum feierte, wurde ihm zu Ehren ein Fackelzug mit großer Beteiligung veranstaltet. Er versah seinen Dienst bis zu seinem Tod im Alter von 89 Jahren, obwohl er 1842 erblindete. Seine Beerdigung 1844 auf dem Friedhof Neviges versammelte 5000 Menschen. 1908 wurde das Grab in Gegenwart des Franziskaner-Bischofs Amandus Bahlmann geöffnet, um die Überreste in würdigerer Weise mit Grabplatte und Grabdenkmal zu bestatten. Die Grabplatte befindet sich noch auf dem Nevigeser Friedhof. Das Grabdenkmal steht heute im Innenhof der Nevigeser Klostergebäude.

## Rezeption
Für die feierliche Umbettung 1908 schrieb Pater Adjutus Rohde OFM (1865–1935) eine Biographie, die in kurzer Zeit vier Auflagen erlebte, die letzte kurz vor dem Ersten Weltkrieg. Dann verblasste das Gedächtnis an Pater Clementinus, bis der Historiker Gerhard Haun (* 1937), Archivar des Klosters Neviges, 1991 im regionalen Rahmen an ihn erinnerte.

## Der Wunderheiler in Sagen und Legenden
Die Berühmtheit von Pater Clementinus Schmitz im Bergischen Land im 19. Jahrhundert und die Verehrung, die er (auch bei den Protestanten) erfuhr, beruhten in hohem Maße auf den ihm zugeschriebenen Fähigkeiten als Seelenheiler und Gesundbeter bei psychosomatisch verursachten Krankheiten. Gerhard Haun sieht darin eine vorwissenschaftliche intuitive Tiefenpsychologie angewandt, die zum Wohle von Mensch und Tier gereicht habe und deren Resultate die Menschen derart beeindruckten, dass sich Spuren seines Wirkens im Sagen- und Legendengut des Bergischen Landes wiederfinden, namentlich in den von Otto Schell gesammelten Bergischen Sagen von 1897, aber auch 1955 in der Bergischen Truhe von Paul Weitershagen (1899–1981). In diesen Quellen wird Pater Clementinus unter dem verballhornten Namen Crementines mehrfach als „Teufelsfänger“ und „Teufelsbanner“ genannt und mit wundergleichen Ereignissen verbunden, die in graue Vorzeit verlegt werden, obwohl sie zu diesem Zeitpunkt kaum mehr als ein halbes Jahrhundert alt sind. Haun sieht darin ein bemerkenswertes Beispiel von Wundergläubigkeit in aufgeklärten Zeiten, befördert durch des Paters christlich franziskanische Wahrhaftigkeit.